# Ozineus bicristatus
Ozineus bicristatus är en skalbaggsart som beskrevs av Julius Melzer 1935. Ozineus bicristatus ingår i släktet Ozineus och familjen långhorningar. Inga underarter finns listade i Catalogue of Life.